# FCナッサジ・マーザンダラーン
- ナサージー・マーザンダラーンFC
- FCナッサジ・マザンダラン

フットボールクラブ・ナッサジ・マーザンダラーン（FCナッサジ・マーザンダラーン、ペルシア語: باشگاه فوتبال نساجی مازندران, 英語: Football Club Nassaji Mazandaran) は、イランのマーザンダラーン州カーエム・シャフルを本拠地とするサッカークラブ。
イラン1部リーグであるペルシアン・ガルフ・プロリーグに所属している。

## 概要
1959年設立と、カスピ海沿岸地域並びにイラン国内で最も古いクラブの一つ。イランには長らく全国リーグが存在せず地域のリーグで活動をしていたが、1991年設立のアーザーデガーン・リーグに参加。1995年にリーグ2に降格し長らく2部で活動していたが、2001年のペルシアン・ガルフ・プロリーグ創設に伴いアーザーデガーン・リーグに編入、2004年にリーグ2（実質3部）に降格するが2006年に復帰、2017-18年シーズンで2位となって2018年にペルシアン・ガルフ・プロリーグに初昇格を果たした。

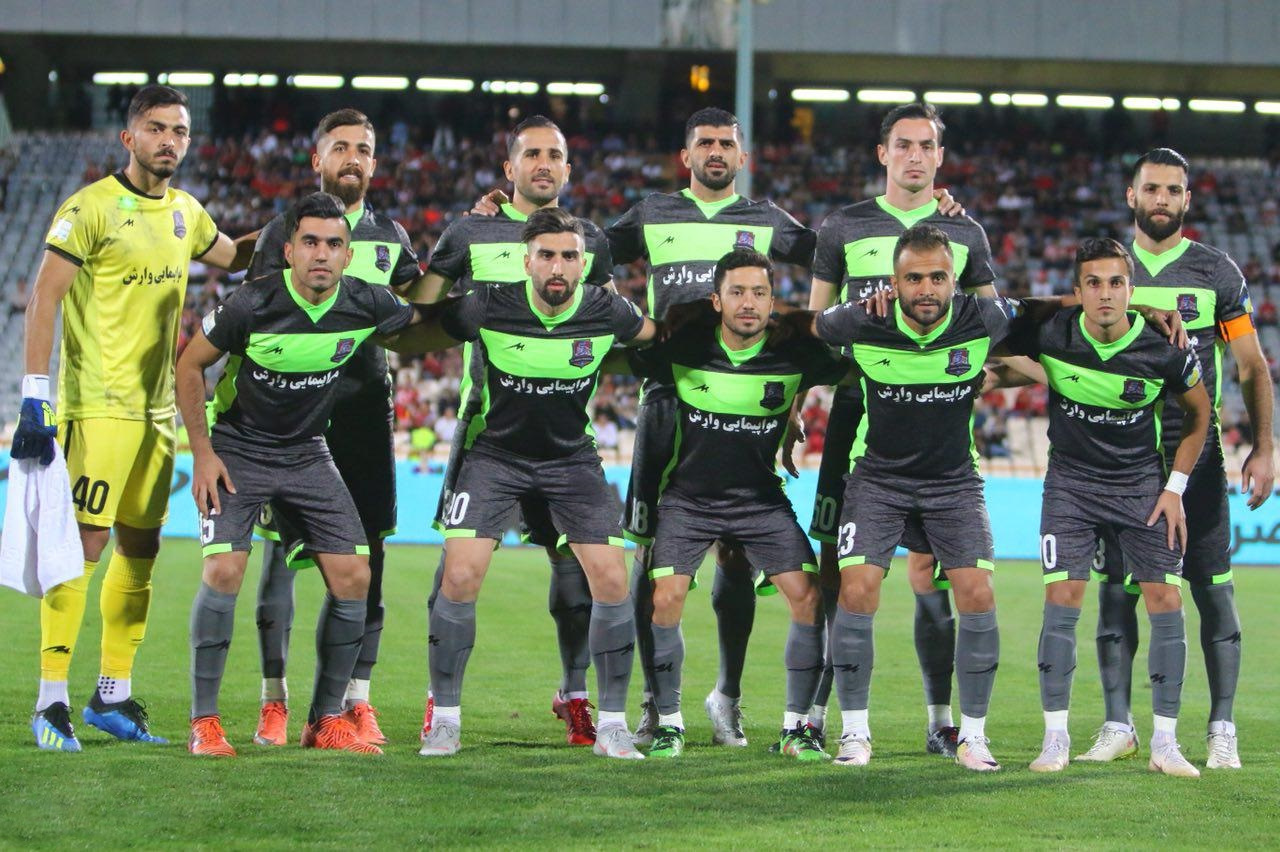
2018-19シーズン

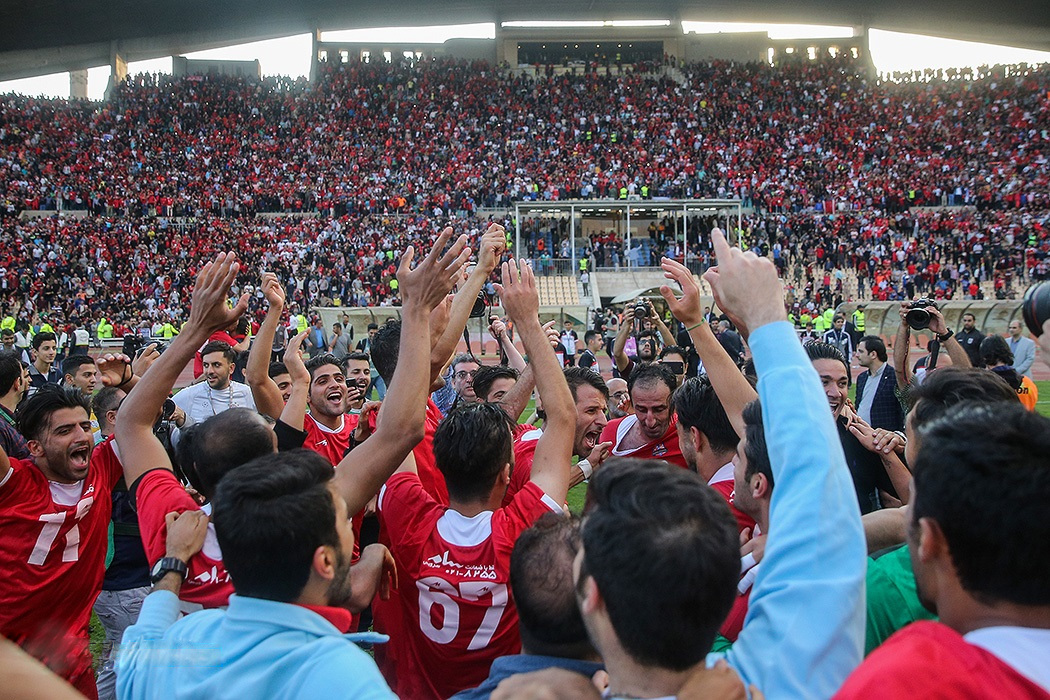
ナッサジのサポーター

2021-22シーズンのハズフィー・カップでは、準々決勝で同年のプロリーグを制したエステグラルFCをPK戦の末に下すと、そのままの勢いで初優勝を果たし、AFCチャンピオンズリーグ2023/24出場権を獲得した。

## タイトル

### リーグ戦
- アーザーデガーン・リーグ
  - 準優勝 (1): 2017–18

### カップ戦
- ハズフィー・カップ
  - 優勝 (1): 2021–22
- イラン・スーパーカップ
  - 準優勝 (1):  2022

## 歴代監督
- カルロス・イナレホス (2023)
- ルーカス・アルカラス (2023-)